# Monacilioni
Monacilioni község (comune) Olaszország Molise régiójában, Campobasso megyében.

## Fekvése
A megye központi részén fekszik. Határai: Campolieto, Macchia Valfortore, Pietracatella, Ripabottoni, San Giovanni in Galdo, Sant’Elia a Pianisi és Toro.

## Története
A település eredetére vonatkozóan nincsenek pontos adatok. A longobárd időkben a Beneventói Hercegség része volt. A normannok idején a Molisei Grófsághoz csatolták. A következő századokban nemesi birtok volt. A 19. században nyerte el önállóságát, amikor a Nápolyi Királyságban felszámolták a feudalizmust.

## Népessége
A népesség számának alakulása:

## Főbb látnivalói
- Santa Reparata-templom